# Beleg van Rijnberk (1601)
Het Beleg van Rijnberk is een belegering van de stad Rheinberg (Nederlands in historisch verband: Rijnberk) door Maurits van Nassau, de latere prins van Oranje, tijdens de Tachtigjarige Oorlog. De stad was in 1598 tijdens de veldtocht van Francesco de Mendoza in handen van de Spaanse Nederlanden gekomen. Maurits heroverde de stad op 30 juli 1601, mede om de aandacht van het Beleg van Oostende af te leiden.

## Aanloop
De Tachtigjarige Oorlog zat in een periode waarbij er geen overheersende partij was. Albertus van Oostenrijk was begin 1601 begonnen met het belegeren van de stad Oostende. Raadspensionaris Johan van Oldenbarneveldt wilde dit nog voorkomen door een veldtocht naar Duinkerken op te zetten, maar de legeraanvoerders Maurits van Oranje en Willem Lodewijk van Nassau-Dillenburg wilden deze tocht niet op zich nemen. Tijdens het beleg van Oostende stelden zij wel voor om afleidingsmanoeuvres uit te voeren op steden die dichter bij de kern van de Republiek lagen. Om die reden legerde Maurits zijn troepen tussen Arnhem en de Schenkenschans. Steden die voorgesteld werden, waren Grave en 's-Hertogenbosch, maar daarnaast ook Rijnberk. Tijdens een bruiloftsfeest in Arnhem werd op 7 juni de beslissing genomen: Rijnberk (tegenwoordig Rheinberg).

## Belegering en nasleep
Maurits trok op 12 juni met zijn leger van 10.000 manschappen naar Rijnberk en sloot deze stad in. De verwachting was dat de stad zich snel zou overgeven. Tijdens het beleg was er wederom onenigheid tussen Maurits en Van Oldenbarneveldt. Francis Vere, de bevelvoerder van de Staatse troepen in Oostende, wilde meer troepen, die Van Oldenbarneveldt wel wilde zenden, maar ten koste van het leger van Maurits. Maurits liet in eerste instantie de manschappen niet gaan, maar na een tweede bevel van de Staten-Generaal, zond Maurits toch een deel van zijn leger naar Oostende. Hierop kreeg het Spaanse garnizoen in Rijnberk moreel en vielen ze de stellingen van Maurits aan, echter zonder resultaat.
Op 29 juni kwamen de graaf van Northumberland en andere edelen ter plaatse, om de kunst van het belegeren te leren. Voor de stad lag een buitenwerk, waarvan Maurits hinder ondervond en dat hij wilde uitschakelen. Hij liet het ondermijnen en opblazen. Bij de ontploffing vonden 200 man de dood, en twee van hen werden levend het Staatse kamp in geslingerd. Eén zwaargewond, de ander lichtgewond. Ondanks de ontploffing wist Maurits de schans niet te bemachtigen, en dus moest hijzelf ook een schans opwerpen. Intussen trok graaf Herman van den Bergh met 5000 man en 2000 ruiters naar de stad, voor een poging de stad te ontzetten. Maar hij vond dat de Staatsen in een te goede staat van verdediging waren, en trok verder. Op 26 juli werden mijnen geplaatst op de Kasselse Poort, waarop uiteindelijk het voor Maurits zo hinderlijke buitenwerk verlaten werd. Op 28 juli liet hij de stad wederom opeisen, en ditmaal werd hieraan gehoor gegeven. Er volgden onderhandelingen, waarbij de belegerden zich eervol konden overgeven. De stad gaf zich over op 30 juli aan de Staatse troepen, gevolgd door Meurs.
Na de val van Rijnberk en Meurs wilde Maurits zijn slag slaan in de Zuidelijke Nederlanden, aangezien het Spaanse leger bezig werd gehouden bij Oostende. Er was sprake van grote tekorten, maar uiteindelijk werd in 1602 Grave belegerd.
Beleg van Rijnberk (1586-90) · 
Beleg van Rijnberk (1597) ·
Beleg van Rijnberk (1598) · 
Beleg van Rijnberk (1601) · 
Beleg van Rijnberk (1606) · 
Beleg van Rijnberk (1633)